# Gerhard Becker
Pour les articles homonymes, voir Becker.
Gerhard Becker (né le 7 août 1919 à Erfurt, mort le 4 mars 1973 à Berlin) est un chef d'orchestre allemand et compositeur de musiques de film.

## Biographie
Enfant, Becker fait partie de l'Erfurter Motettenchor. Après son abitur jusqu'à la fin de la Seconde Guerre mondiale, il est soldat et fait aussi le Reichsarbeitsdienst. Néanmoins, le jeune musicien, temporairement libéré, termine ses études avec une thèse sur Oscar Straus.
À partir de 1946, Becker est chef de l'orchestre symphonique de Meiningen et chef invité du théâtre de Darmstadt, du Staatsoper de Berlin et du Staatstheater am Gärtnerplatz de Munich.
Au milieu des années 1950, Becker s'installe à Berlin-Ouest, où il travaille en tant que compositeur indépendant. À partir de 1968, il est directeur du Deutsches Symphonie-Orchester Berlin.
En plus de nombreux arrangements et compositions, comme le poème symphonique Die Rakete, Becker écrit entre 1957 et 1966 des musiques de films. Il collabore notamment avec Fritz Lang.

## Filmographie
- 1957 : Le Comte de Luxembourg
- 1958 : Macumba
- 1959 : Le Tigre du Bengale
- 1959 : Le Tombeau hindou
- 1959 : Aus dem Tagebuch eines Frauenarztes
- 1959 : Mademoiselle Ange
- 1960 : Le Diabolique Docteur Mabuse
- 1960 : Sabine und die 100 Männer
- 1961 : Les Fiancées d'Hitler (de)
- 1961 : Immer Ärger mit dem Bett (de)
- 1962 : Alarm für Dora X (de) (série télévisée)
- 1963 : Hochzeit am Neusiedler See
- 1966 : Das Spukschloß im Salzkammergut
- 1967 : Ein Toter braucht kein Alibi (TV)
- 1967 : Landarzt Dr. Brock (de) (série télévisée)